# Zelkova
Zelkova (Zelkova) je rod rostlin z čeledi jilmovité (Ulmaceae). Zelkovy jsou povětšině stromy podobné jilmům, se střídavými dvouřadými jednoduchými zubatými listy. Vyskytují se v Asii a Evropě. Některé druhy jsou v ČR poměrně zřídka pěstovány jako okrasné dřeviny.

## Popis
Zelkovy jsou opadavé stromy, výjimečně keře, s jednoduchými střídavými listy, podobné jilmům. Borka je hladká. Listy jsou dvouřadě rozložené, krátce řapíkaté. Čepel listů je symetrická, s pilovitým až vroubkovaným okrajem. U báze řapíku jsou 2 opadavé čárkovitě kopinaté palisty, zanechávající po opadu po každé straně báze řapíku příčnou jizvu. Žilnatina je zpeřená, každá žilka končí ve špici zubu čepele. Větévky nemají ani ostny ani korkové lišty či křídla.
Květy jsou nenápadné, častěji jednopohlavné, se 4 až 6-četným okvětím. Samčí květy jsou nahloučené na bázi listů mladých větévek. Tyčinek je stejný počet jako cípů okvětí a mají krátké přímé nitky. Samičí a oboupohlavné květy jsou obvykle jednotlivé nebo řidčeji ve svazečcích po 2 až 4. Semeník je jednopouzdrý, s dvouramennou přisedlou bliznou. Plodem je oříšek obalený vytrvalým okvětím.

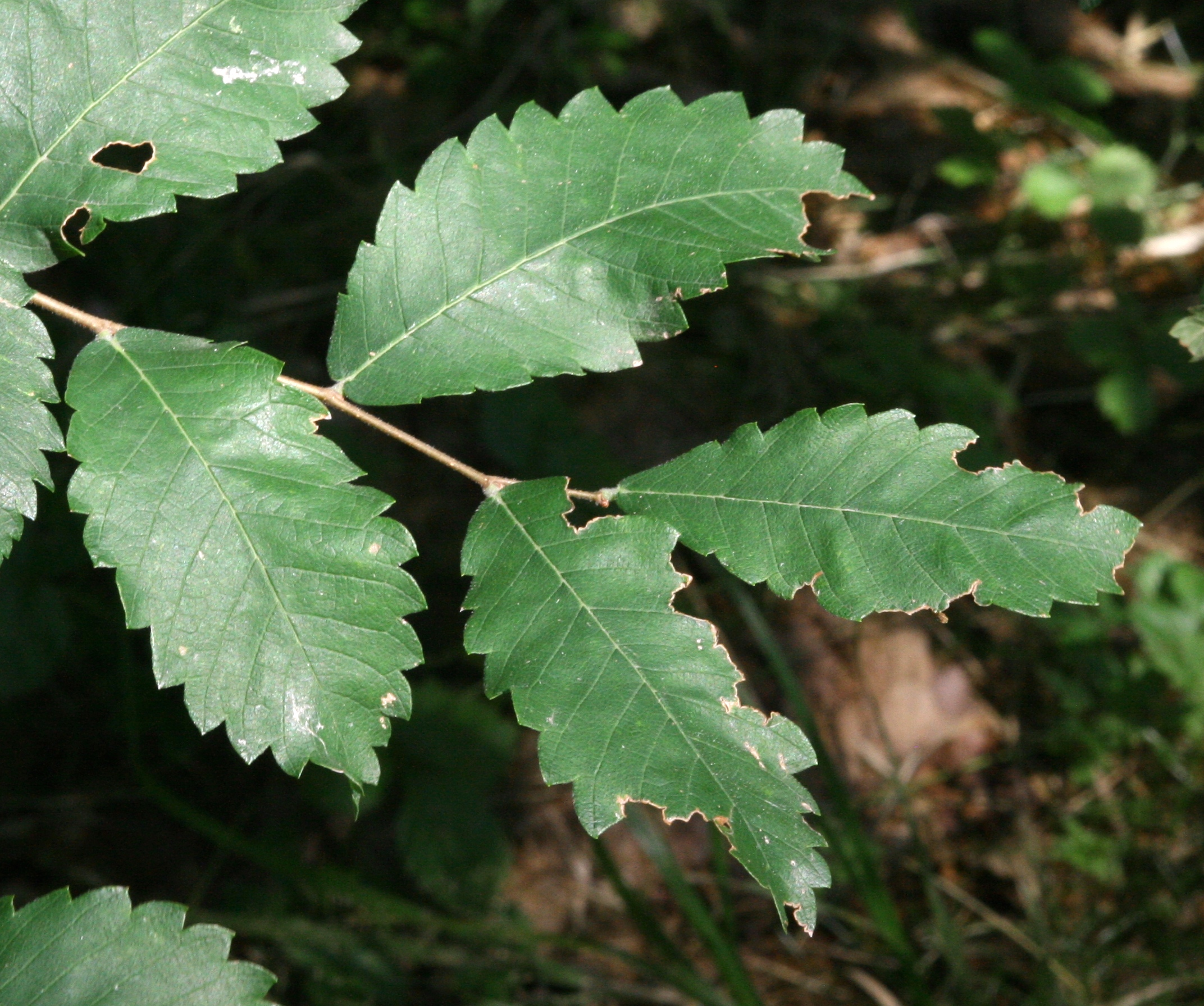
Větévka zelkovy habrolisté
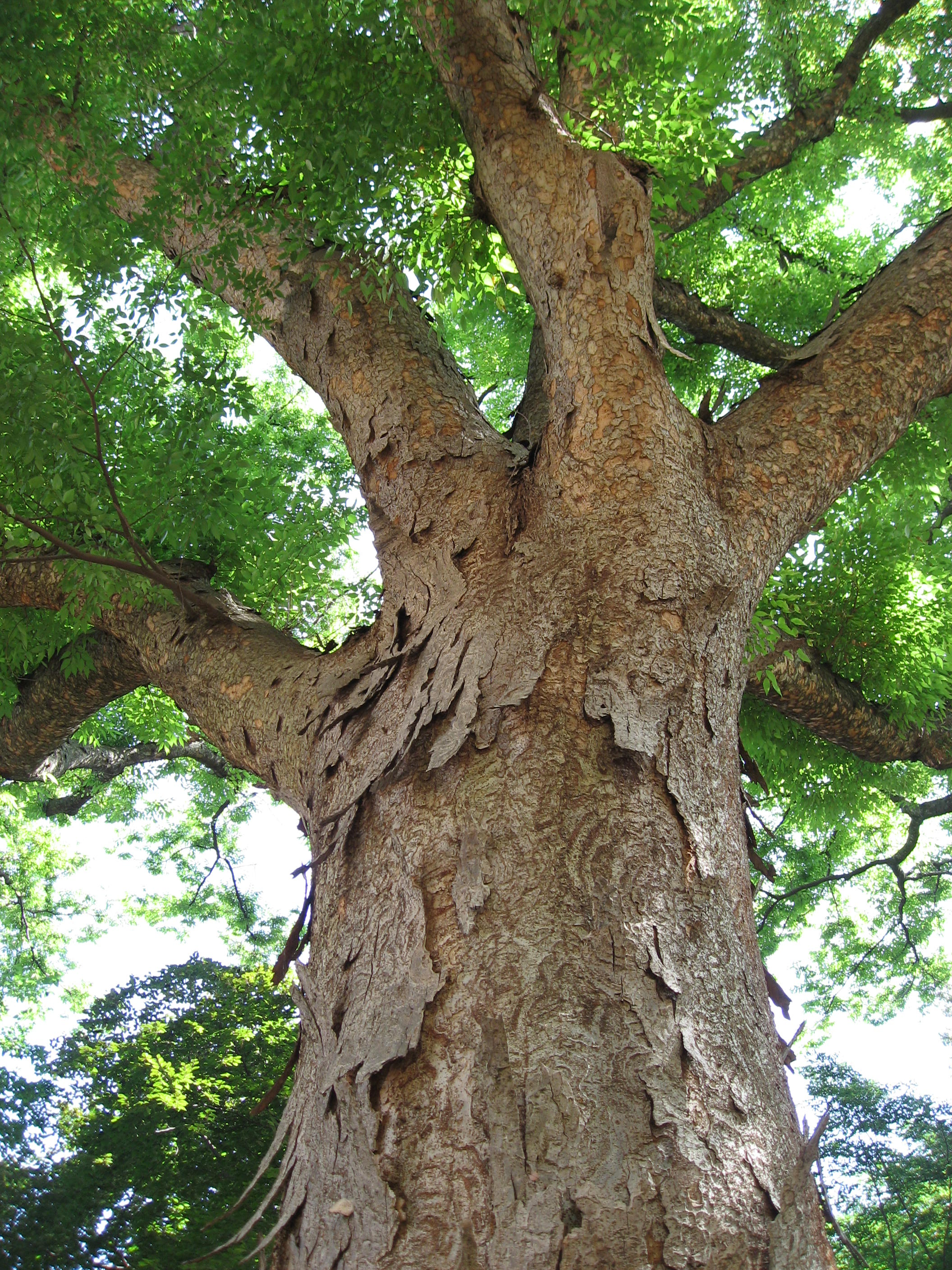
Letitý kmen zelkovy pilovité
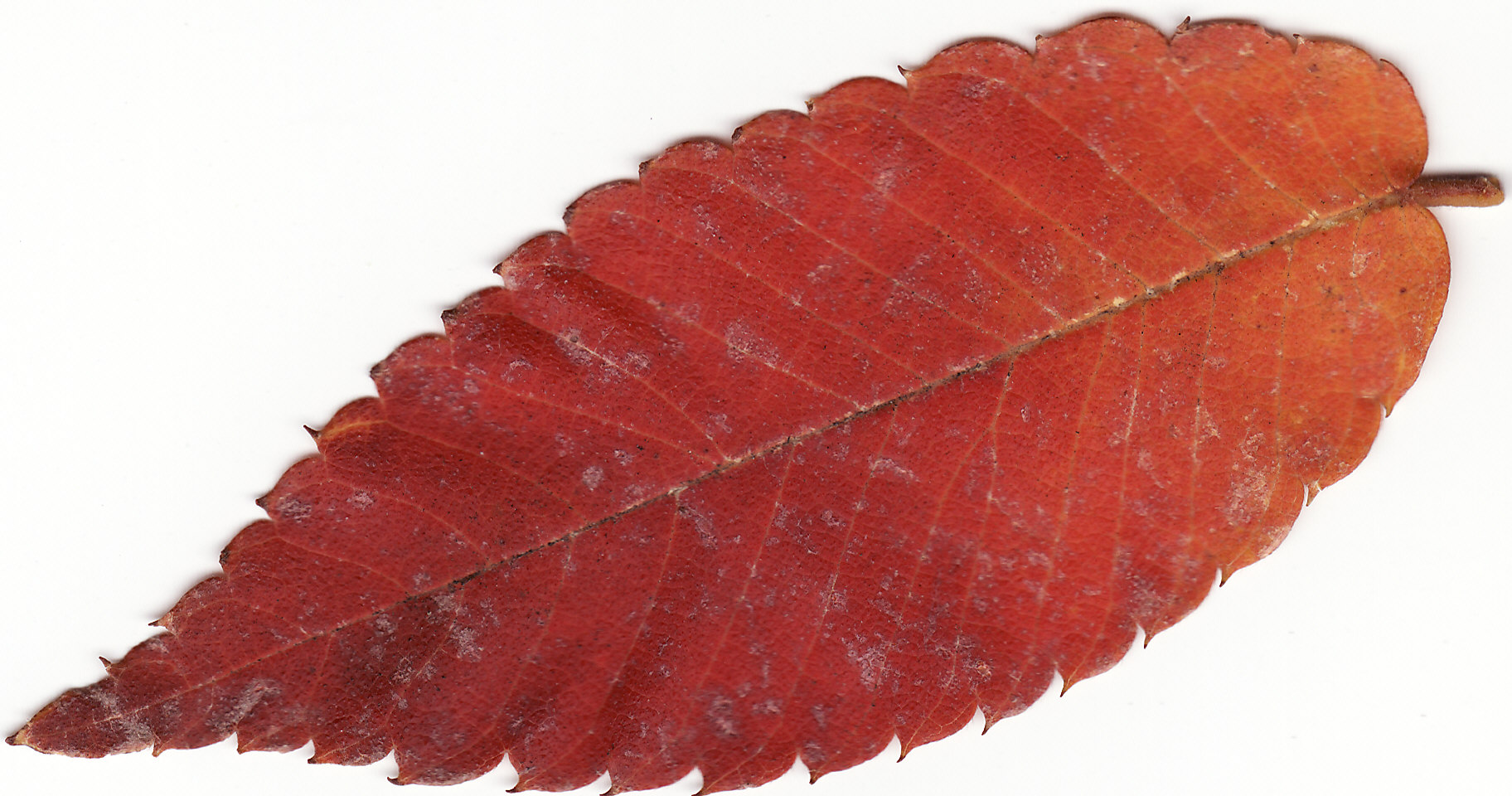
Podzimní list zelkovy pilovité
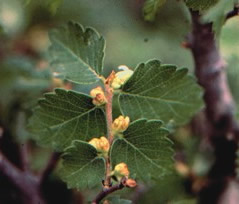
Sicilský endemit Zelkova sicula

## Rozšíření
Rod zelkova zahrnuje celkem 6 druhů. Je rozšířen ve východní a jihozápadní Asii a v jižní Evropě. V Evropě se vyskytují 2 druhy. Zelkova abelicea (syn. Zelkova cretica), je endemit Kréty. Mimo to byla v roce 1991 objevena na Sicílii populace nového druhu, popsaného o rok později pod jménem Zelkova sicula.

## Zajímavosti
Zelkova krétská (Z. abelicea) byla popsána v roce 1785 Lamarckem jako druh dubu, Quercus abelicea. Ve správné čeledi se ocitla až v roce 1806, kdy byla přeřazena do rodu jilm, odkud byla později převedena do rodu zelkova.

## Přehled druhů
- zelkova habrolistá (Zelkova carpinifolia) – Kavkaz a Írán
- zelkova pilovitá (Zelkova serrata) – východní Asie
- zelkova Schneiderova (Zelkova schneideriana) – Čína
- zelkova čínská (Zelkova sinica) – Čína
- zelkova sicilská (Zelkova sicula) – Sicílie
- zelkova krétská (Zelkova abelicea, syn. Zelkova cretica) – Kréta
- zelkova Verschaffeltova (Zelkova × verschaffeltii ) (kříženec Z. carpinifolia × Z. serrata)[8][2]

## Význam
Některé druhy, zejména zelkova pilovitá a méně i zelkova habrolistá, jsou občas pěstovány v České republice jako okrasné dřeviny. Některé další druhy lze vidět např. ve sbírkách Dendrologické zahrady v Průhonicích.

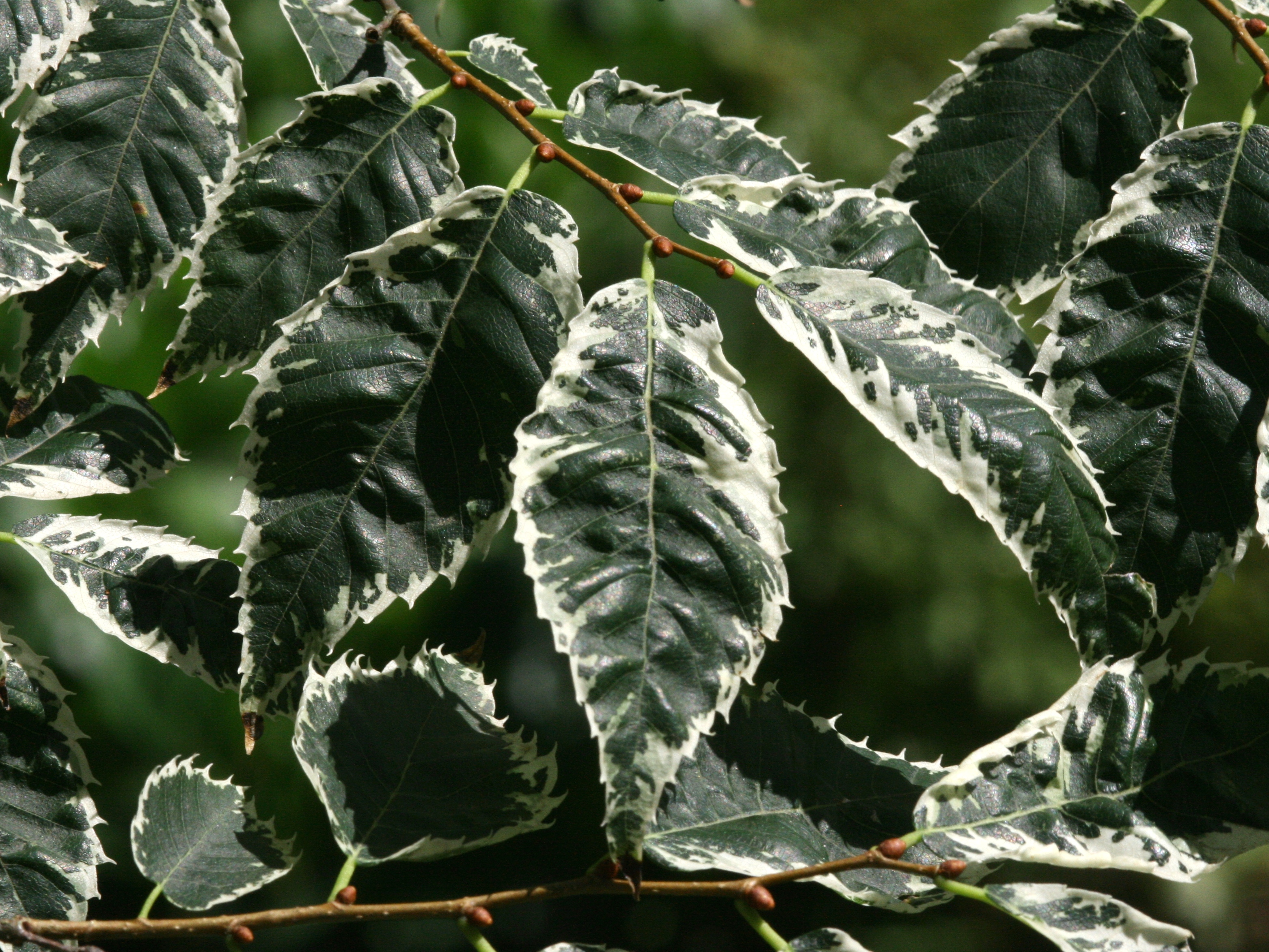
Pestrolistý kultivar zelkovy pilovité
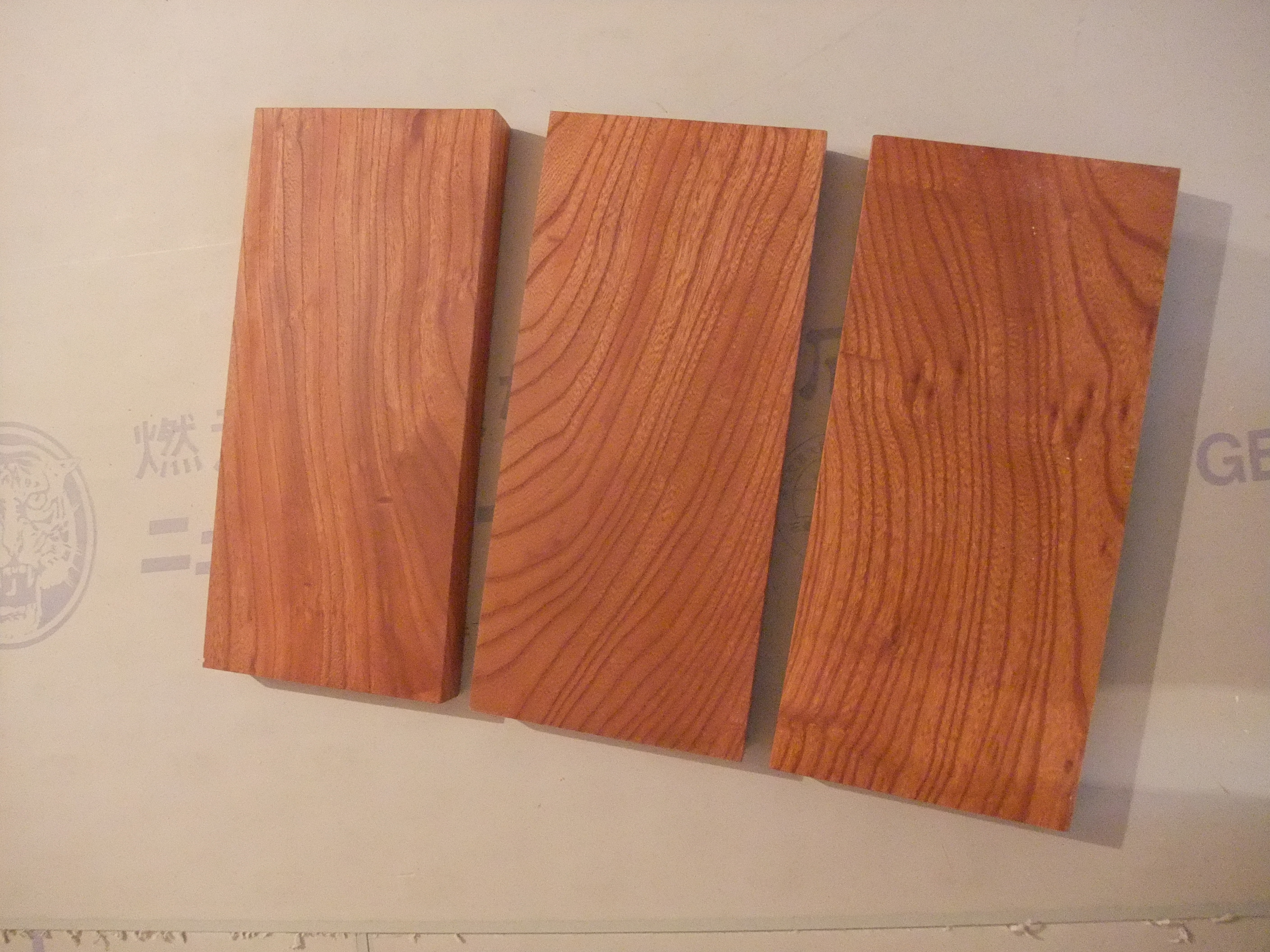
Opracované dřevo zelkovy pilovité
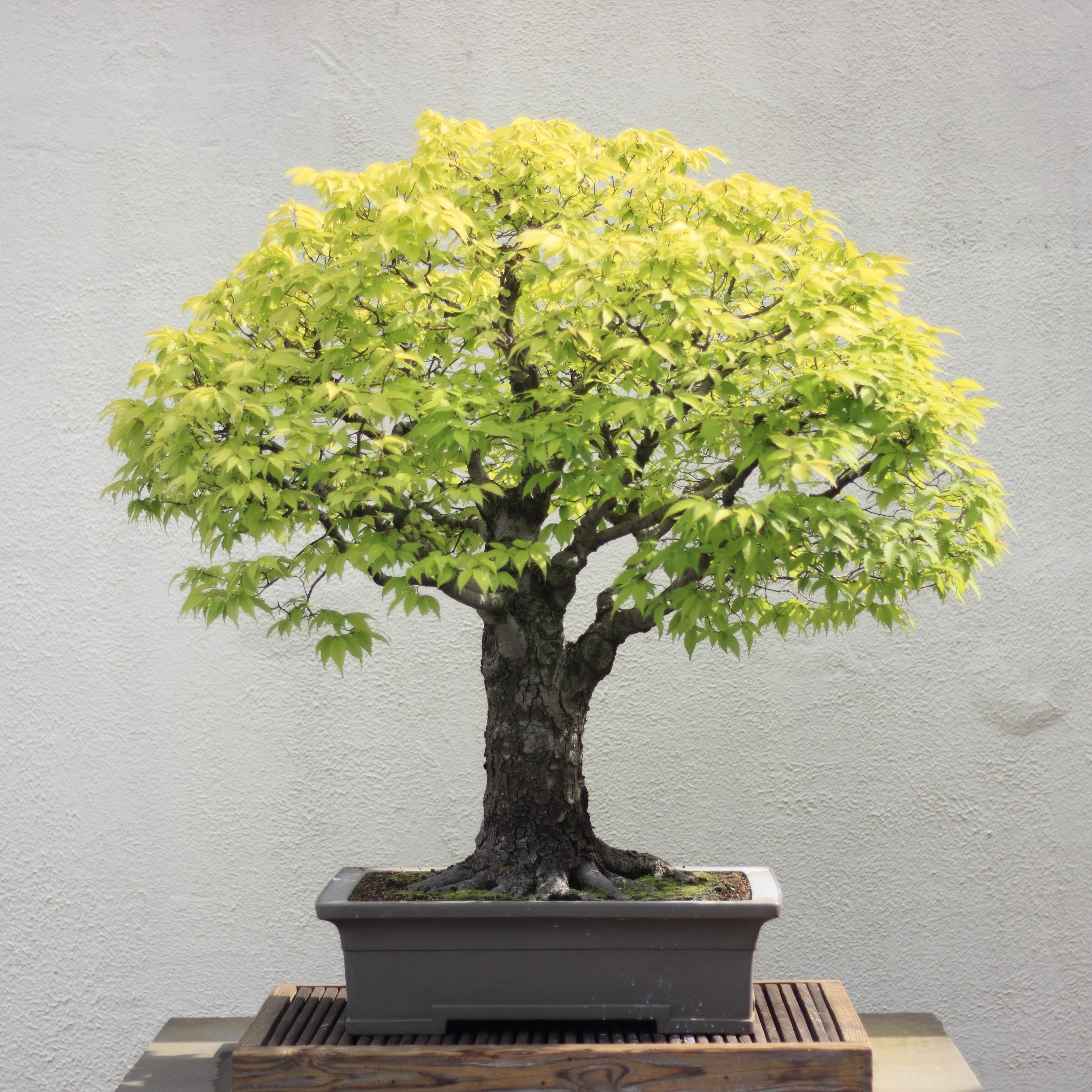
Zelkova pilovitá jako bonsai